# 荒川区立第三日暮里小学校
荒川区立第三日暮里小学校（あらかわくりつ だいさんにっぽりしょうがっこう）は、東京都荒川区東日暮里3丁目にある公立小学校。

## 概要
歴史
1918年（大正7年）に創立した「第三日暮里尋常小学校」を前身とする。
教育目標
- 考える子
- たくましい子
- 思いやりのある子

## 校歌
作詞：比留間喬介　 作曲：小島喜久寿

## 沿革
- 1918年（大正7年）
  - 4月1日 - 「第三日暮里尋常小学校」開校。生徒数582名[2]。
  - 6月22日 - 新築校舎落成・開校式を挙行。この日を創立記念日と定める。
- 1920年（大正9年）
  - 6月18日 - 増築校舎竣工
  - 10月23日 - 父兄会(現保護者会)から贈呈された校旗の制定式を実施。
- 1923年（大正12年）9月1日 - 関東大震災の避難所となり10月10日まで休校。
- 1925年（大正14年）3月18日 - 大正の日暮里大火により校舎焼失。
- 1927年（昭和2年）
  - 4月1日 - 日暮里尋常高等小学校に校名を変更。
  - 4月26日 - 焼失校舎の建替え竣工。鉄筋コンクリート3階建て。11月3日に校舎落成祝賀式を挙行。
- 1936年（昭和11年）4月1日 - 第三日暮里尋常小学校に校名を変更。
- 1941年（昭和16年）4月1日 - 第三日暮里国民学校に校名を変更。
- 1944年（昭和19年）8月25日 - 集団学童疎開（福島県石川町と母畑村）。
- 1946年（昭和21年）4月1日 - 荒川区立第三日暮里小学校に校名変更。
- 1953年（昭和28年）10月23日 - 創立35周年記念誌「講堂落成記念」発行。
- 1959年（昭和34年） - 創立40周年記念誌「特別教室完成記念」発行。
- 1969年（昭和44年） - 創立50周年記念誌「50年のあゆみ」発行。
- 1979年（昭和54年） - 創立60周年記念誌「さんにち」発行。[3]。
- 1983年（昭和58年）10月26日 - 現校舎に建替え竣工。
- 1984年（昭和59年）6月27日 - 「夕焼け小焼けの塔」除幕式
- 1984年（昭和59年） - 荒川区立第三日暮里小学校校舎・東日暮里幼稚園園舎落成記念誌「さんにち」発行
- 1998年（平成10年）11月7日 - 創立80周年の記念式挙行。
- 2008年（平成20年）11月22日 -創立90周年の記念式挙行。
- 2011年（平成23年）4月 - 校帽着用開始。
- 2014年（平成26年）2月 - 上下水道・トイレ改修。
- 2018年（平成30年）11月17日 - 創立100周年記念式典挙行。

## エピソード
- 1927年（昭和2年）4月1日 - 第五日暮里尋常小学校との併合[4]。

北豊島郡日暮里町は、1925年（大正14年）3月18日 に発生した大正の日暮里大火により第三並びに第五日暮里尋常小学校の両校舎を焼失した。この応急施設として日本赤十字社東京支部から無償で提供を受けた「バラック」三棟を仮校舎として日暮里町大字金杉1493～1496番地にて両校生徒の授業を行ってきた。焼失地域の区画整理事業施行、校舎再建計画に当たり、両校は近距離に位置し児童の通学にも不便はきたさないことから第五日暮里尋常小学校を第三日暮里尋常小学校に併合することとした。
この際、第三日暮里尋常小学校に高等科を併置し校名を日暮里尋常高等小学校に変更した。
- 第二次世界大戦時における学童集団疎開[5]。

第三日暮里尋常小学校は、激しくなる東京の空襲から学童を守るべく1944年（昭和19年）8月25日に第一次、1945年（昭和20年）3月25日に第二次の学童集団疎開を実施した。
集団疎開した3年生から5年生の児童は、福島県石川郡石川町の旅館（双葉屋､殻屋､萬屋､田村屋､緑屋､浅川屋､峰清屋､高田屋､松田屋）に学年別に宿泊した。6年生の児童は、石川町から数km離れた母畑村（2021年現在は石川町）の下の湯に宿泊した。集団疎開した児童は、午前中は旅館で学習し、昼からは石川国民学校の教室を借りて学習を行った。

## アクセス
バス
[里08]日暮里駅前→錦糸町駅行き「下根岸」下車2分。
[里22]日暮里駅前→亀戸行き「東日暮里3丁目」下車4分。
[南千47]日暮里駅前→南千住駅東口行き「東日暮里3丁目」下車4分。
[草41]三河島駅前→浅草寿町行き「東日暮里3丁目」下車4分。
鉄道
東日本旅客鉄道（JR東日本）
- 京浜東北線・山手線・常磐線 日暮里駅より徒歩約15分
- 常磐線 三河島駅より徒歩約10分